# Phemeranthus confertiflorus
Phemeranthus confertiflorus är en källörtsväxtart som först beskrevs av Edward Lee Greene, och fick sitt nu gällande namn av M.A. Hershkovitz. Phemeranthus confertiflorus ingår i släktet Phemeranthus och familjen källörtsväxter. Inga underarter finns listade i Catalogue of Life.